# François-Charles Cécile

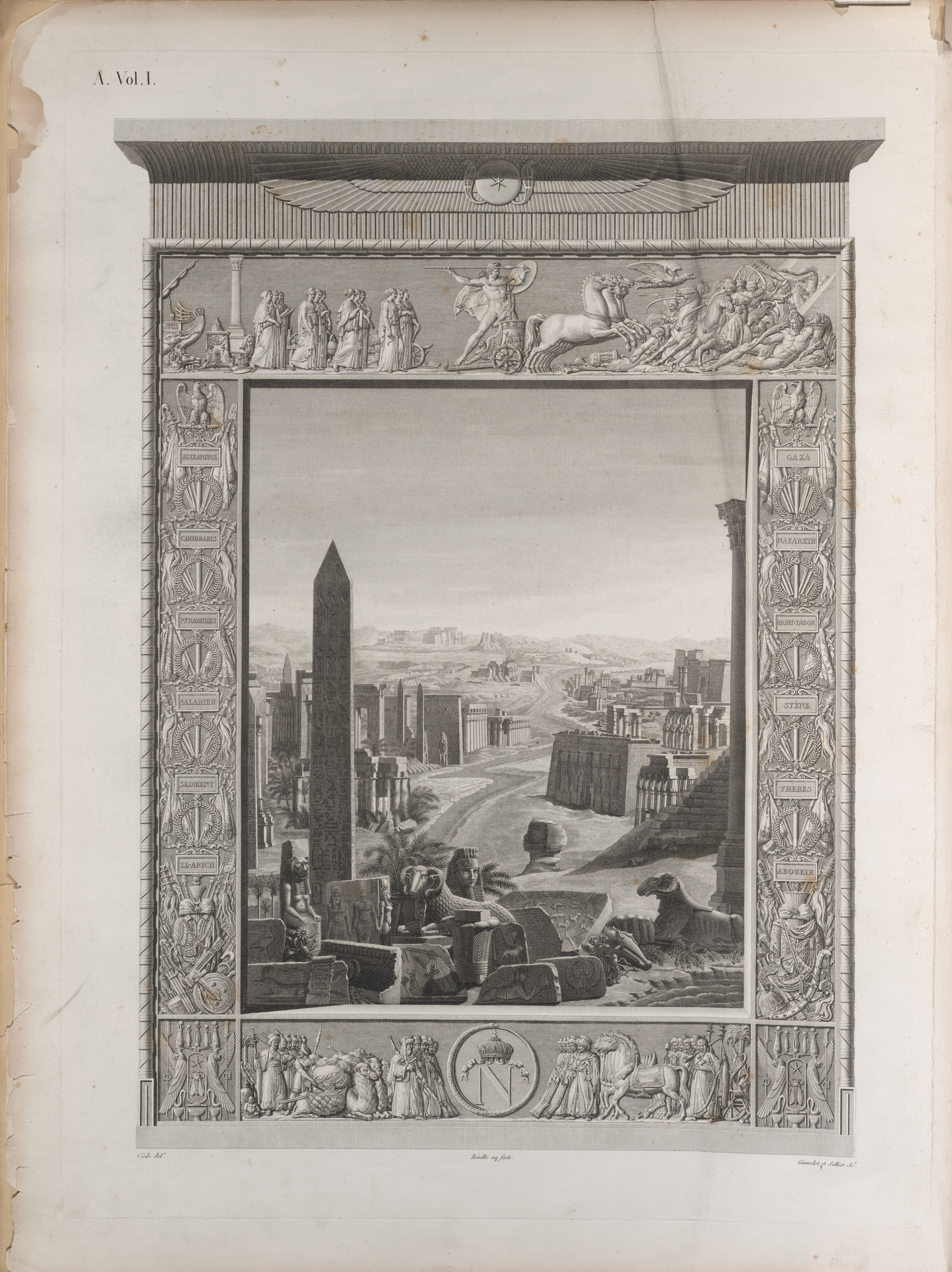
Frontispice de la Description de l'Égypte (1809)

François-Charles Cécile, né le 19 octobre 1766 à Paris et mort le 13 janvier 1840 à Bougival (Yvelines), est un ingénieur mécanicien français.

## Biographie
François-Charles Cécile a fait partie de l'Expédition d'Égypte. Avec Conté, il a construit un fourneau à réverbère dans les batteries et une pompe à incendie flottante. Devant l'Institut d'Égypte, il présenta un projet de moulin à vent le 1er novembre 1798, mais on lui préféra le projet de Conté. Il fit partie de la commission Fourier pour l'exploration de la Haute-Égypte. Le 5 janvier 1799, avec l'ingénieur Jomard, il mesure, marche par marche, la hauteur de la grande pyramide.
De retour en France, il devient professeur de dessin au Conservatoire national des arts et métiers.
À sa mort, il est architecte du roi, directeur de la « Machine de Bougival » et chevalier de la Légion d'honneur.